# Абольд, Вильгельм Карлович
Вильгельм Карлович Абольд (2 июля 1879 года, Гольдинген Курляндской губернии — 28 ноября 1948 года, Иркутск) — российский и советский физик и астроном, доктор физико-математических наук, профессор. Основатель и директор астрономической обсерватории Иркутского государственного университета (1931—1938 годы).

## Биография
Родился в 1879 году в Курляндской губернии в небогатой семье служащего почты, при крещении получил полное имя Вильгельм Август Андреас Абольд. В 1903 году окончил Юрьевский университет. После окончания остался работать в обсерватории при вузе, немногим позже получил должность преподавателя математики в Юрьевской мужской гимназии.
Принимал активное участие в революционных событиях 1905—1908 годов, член РСДРП(б). На квартире у него располагалась подпольная типография, в ней проходили конспиративные собрания. В 1908 году был арестован, после недолгой ссылки вернулся в Юрьев и от революционной деятельности отошёл.
С 1904 по 1908 год работал в Юрьевской астрономической обсерватории, принимал участие в астрономо-геодезических работах организованных обсерваторией в северных регионах России. По возвращении из командировок написал несколько научных работ, которые были опубликованы в старейшем астрономическом журнале Astronomische Nachrichten.
В 1911—1912 годах обучался за границей в Геттингенском университете.
В 1913 году переехал в Сибирь, где устроился на работу в Томский университет.
С 1915 перешёл в Технологической институт императора Николая II в Санкт-Петербурге, где вёл занятия по геодезии. В 1918 году был уволен, так как считался среди коллег большевиком.
С 1921 года работал в Иркутском университете, в 1924 году получил звание профессора. В 1927 году выступил с инициативой создания при университете обсерватории, в 1931 году с окончанием её возведения был назначен её директором. Лично вёл наблюдения за небом на немецком телескопе Аскания-Верке. Проводил измерения уровня земного магнетизма в Якутии и Амурской области.
В 1937 году получил степень доктора физико-математических наук без защиты диссертации по совокупности работ.
В 1938 году был арестован НКВД по делу о контрреволюционной правотроцкистской организации в университете, в 1939 году освобождён и восстановлен на работе в университете, с сентября 1939 года работал профессором кафедры геодезии и картографии.
Является автором более 30 научных работ посвящённых исследованиям в области магнитометрии, полевой астрометрии, колебания полюсов Земли.
Скончался в 1948 году в Иркутске.

## Публикации
- Иркутское небо в 1926 году. — Иркутск, 1928.
- К методике сферической астрономии: научное издание. — Иркутск, 1928.
- Наблюдения широты в Иркутске // Труды Полтавской широтной конференции. — Киев, 1939.
- Проект реорганизации международной службы широты // Астрономический журнал. — 1947. — Т. 24. — № 5.
- Широта Иркутской астрономической обсерватории по 495 наблюдениям фундаментальных зенитных звёзд пятилетки 1933—1937 гг. // Труды ПГО. — 1951. — Т. 4.